# Koška
Koška je mjesto i općina u Hrvatskoj. Nalazi se nedaleko Našica u Osječko-baranjskoj županiji.

## Zemljopisni položaj
Smještena uz Podravsku magistralu D2 i željezničku prugu Osijek-Zagreb u nizini istočnohrvatske ravnice na 96 - 100 metara nadmorske visine. Pripadajući poštanski broj je 31224, a telefonski pozivni 031, registarska pločica vozila NA (Našice). Od Našica i Valpova, administrativnih centara, udaljena je oko 18 km, od Osijeka 33 km.

## Upravna organizacija
Koška je općinsko središte, a općini administrativno pripadaju naselja Andrijevac, Branimirovac, Breznica Našička, Koška, Ledenik, Lug Subotički, Niza, Normanci, Ordanja i Topoline. 

## Prosvjeta
Pučka škola u Koški osnovana je 1852. godine. Tijekom dugog niza godina škola je mijenjala ime. Danas nosi ime u čast Ivane Brlić-Mažuranić. Nastavu u matičnoj školi u Koški i u 4 područne škole (Topoline, Niza, Lug Subotički i Ledenik) pohađa oko 400 učenika. 1995. godine izgrađena je športsko-školska dvorana, a 1997. godine i dječji vrtić „Tintilinić“.

## Infrastruktura
Posljednjih dvadesetak godina u Koški je provedena plinifikacija mjesta, izgrađena nova telefonska centrala, vodovodna mreža, rasvjeta, a trenutačno je u izgradnji kanalizacijska mreža. Izgrađena je mini tržnica, renovirano igralište Nogometnog kluba Seljak, te rukometno i košarkaško igralište. Puno pažnje posvećuje se uređenju okoliša, pa je tako ureden park u središtu mjesta. 2014. pri uređenju državne ceste D2 uređen je centar sela i postavljen pješački semafor.

## Stanovništvo
Po popisu stanovništva iz 2011. godine, općina Koška.
imala je 3,980 stanovnika, raspoređenih u 10 naselja:
- Andrijevac - 155
- Branimirovac - 95
- Breznica Našička - 617
- Koška - 1.525
- Ledenik - 189
- Lug Subotički - 335
- Niza - 432
- Normanci - 324
- Ordanja - 162
- Topoline - 146

Kretanje broja stanovnika za naselje Koška.
| broj stanovnika | 1565  | 1631  | 1869  | 2241  | 3150  | 2464  | 2674  | 4013  | 6195  | 7123  | 7420  | 6616  | 5660  | 5615  | 4411  | 3980  | 3169  |
|                 | 1857. | 1869. | 1880. | 1890. | 1900. | 1910. | 1921. | 1931. | 1948. | 1953. | 1961. | 1971. | 1981. | 1991. | 2001. | 2011. | 2021. |

| broj stanovnika | 924   | 901   | 1111  | 1293  | 1082  | 1144  | 1272  | 1339  | 1420  | 1640  | 1864  | 1859  | 1863  | 1904  | 1691  | 1525  | 1237  |
|                 | 1857. | 1869. | 1880. | 1890. | 1900. | 1910. | 1921. | 1931. | 1948. | 1953. | 1961. | 1971. | 1981. | 1991. | 2001. | 2011. | 2021. |

Prema rezultatima Popisa stanovništva iz 2011. u Koški je živjelo 1.525 stanovnika u 521 kućanstvu

## Povijest
Naziv Koška (Kos, Koos, Terra Cos) prvi se put spominje kao posjed u izjavi kralja Andrije II. u 13. stoljeću. Prva bujica naseljavanja dogodila se početkom 18. stoljeća kada su u Košku naselilo desetak obitelji iz Bosne, a potomci tih obitelji i danas čine okosnicu stanovništva Koške. Uskoro su se u Košku počeli naseljavati Slavonci - starosjedioci i doseljenici iz Bosne koji su prije doseljenja u Košku živjeli u manjim okolnim selima.
U drugoj polovici stoljeća u Koški je radila manufaktura pa se naselilo nekoliko obitelji iz Banske Hrvatske. U drugoj polovici 19. stoljeća u vrijeme intenzivne eksploatacije drveta iz koškanskih revira, Košku su naselili obrtnici: kolari, tesari i stolari. Tada započinje drugi veliki val naseljavanja - ovaj put to su bili pružni radnici, radnici na sječi šuma njemačkog, češkog, slovačkog, poljskog i mađarskog porijekla te trgovci Židovi.
Sjecište pruga i odlična ostala infrastruktura uzročila je neprekidna naseljavanja u Košku. 60-tih godina 20. stoljeća u trećem migracijskom valu Košku naseljavaju Hrvati iz Zagore.
Za vrijeme Domovinskog rata točnije 7. studenog 1991. oko 14 sati raketiran je željeznički kolodvor od strane zrakoplovstva neprijateljske JNA, na sreću bez veće štete. Istog dana raketirana su i susjedna naselja Niza, Breznica Našička, Markovac Našički i Bizovac, a gdje je bilo poginulih.

## Gospodarstvo
Najveći gospodarstveni subjekt je poljoprivredna tvrtka "Hana" Koška koja radi u sklopu "Žito" d.o.o. Osijek. Od ostalih subjekata posluju tvrtke u privatnom vlasništvu i to u građevinarstvu, šumarstvu, ugostiteljstvu, trgovini i uslužnoj djelatnosti kao i veliki broj obiteljskih poljoprivrednih gospodarstava. Osim velikih poljoprivrednih površina i šuma, na području sjeverno od naselja u šumama nalaze se naftne i plinske bušotine.  

## Spomenici i znamenitosti
U parku nalazi se spomenik palim hrvatskim braniteljima uz kip Majke Božje. U malom parku nalazi se spomen-ploča prvom hrvatskom predsjedniku Franji Tuđmanu po kojem trg nosi ime.

## Crkva
U selu se nalazi rimokatolička crkva Sv. Petra i Pavla koja je i sjedište istoimene župe s filijalama u Nizi i Topolinama, a pripada valpovačkom dekanatu Đakovačko-osječke nadbiskupije. Crkveni god (proštenje) ili kirvaj slavi se 29. lipnja, a taj dan se ujedno slavi kao i Dan općine.

## Obrazovanje
U selu se nalazi osnovna škola imenom OŠ Ivane Brlić-Mažuranić. Ima oko 300 učenika i radi u dvije smjene. Uz nju su školska dvorana i dječje igralište.

## Kultura
Kulturno umjetničko društvo "Koškani" Koška.
"U Koški na Gospu Veliku", smotra folklora koja se održava na blagdan Velike Gospe 15. kolovoza.
"Posvetio sam o Đurđevu konje", manifestacija kojoj je cilj sačuvati stare običaje posvete konja, te mimohod konjanika i konjskih zapreka, a održava se u drugoj polovici mjeseca travnja. 

## Šport
NK Seljak Koška, osnovan 1919., a natječe se u sklopu 2. ŽNL NS Našice.
Streljački klub "Koška", osnovan 1960.

## Poznate osobe
Ivo Kojundžić, hrv. radijski voditelj, nekada dječji glumac

## Ostalo
- Dobrovoljno vatrogasno društvo Koška, osnovano 1926.,

- Konjogojska udruga "Koška",

- Lovačko društvo "Sokol" Koška,

- Udruga žena Općine Koška,

- Udruga mladih Općine Koška

- Matica umirovljenika Hrvatske, Gradska udruga umirovljenika Našice - ogranak Koška

- Moto klub "Divlji i slobodni vozači" Koška

- KUD "Koškani"

- Udruga Hrvatskih branitelja i dragovoljaca Domovinskog rata Općine Koška, osnovana u siječnju 2018.

## Vanjske poveznice
- http://koska.hr/
- http://os-ibmazuranic-koska.skole.hr/  Arhivirana inačica izvorne stranice od 21. siječnja 2014. (Wayback Machine)